# Bournezeau
Bournezeau è un comune francese di 3 083 abitanti situato nel dipartimento della Vandea nella regione dei Paesi della Loira.

## Società

### Evoluzione demografica
Abitanti censiti